# Jerónimo Jacinto de Espinosa
Jerónimo Jacinto de Espinosa  (Cocentaina (Alicante tartomány), 1600. július 20. - 1667. február 20. )  spanyol barokk festő,  Jerónimo Rodriguez de Espinosa spanyol festő fia. 
Műveit jellemzi, hogy pasztózusan festett képein sötét, barnás színek uralkodnak. 
A bolognai festők erős hatása alatt állt. 

## Életpályája
Édesapjának, majd Ribaltának volt a tanítványa.

## Művei
Legkiválóbb műve a Beltrami Szent Lajos halálát ábrázoló kép a valenciai múzeumban. A budapesti Szépművészeti Múzeumban levő Szent Sebestyén című képe is jól mutatja olaszos modorát.